# Torre La Sagrera
La Torre La Sagrera è il nome del progetto di Frank Gehry per un grattacielo mai realizzato nel quartiere La Sagrera di Barcellona.
Il progetto prevedeva la realizzazione di un edificio di 34 piani e alto 148 metri, che lo avrebbe reso il terzo edificio più alto di Barcellona (dopo la Torre Mapfre e l'Hotel Arts) e uno dei più alti della Spagna. L'edificio doveva essere costruito alla fine della Rambla de Prim di fronte alla stazione ferroviaria di Barcellona Sagrera. Accanto alla torre, che doveva ospitare gli uffici, doveva esserci un parco pubblico e un museo dei trasporti.
Il costo stimato per la costruzione della torre era di 250 milioni di euro ma, a causa della crisi economica, il Consorcio de la Zona Franca ha annunciato nel 2009 il rinvio sine die della costruzione, per mancanza di finanziamenti.